# 魚津郁夫
魚津 郁夫（うおづ いくお、1931年(昭和6年) - ）は、日本の哲学者。熊本大学名誉教授。プラグマティズム研究の第一人者とされる。
和歌山県出身。1953年東京大学文学部哲学科卒。1959年東京大学人文科学研究科博士課程修了。岩崎武雄に学ぶ。ハーバードでプラグマティズムを学んだ鶴見俊輔を事実上のリーダーとし、母校旧制田辺中学（現在の和歌山県立田辺中学校・高等学校）の社会科の元教諭でプラグマティストである上山春平も在籍していた思想集団、思想の科学研究会に、東大時代の友人 後藤宏行とともに入会。同研究会で共同研究「転向」等に参加した。1959年熊本大学講師。1970年熊本大学教授。1996年同大学定年退官。熊大退官後、崇城大学教授、放送大学客員教授を歴任。

## 著書

### 単著
- 『プラグマティズムと現代』 （放送大学教育振興会、1997年）
- 『現代アメリカ思想:プラグマティズムの展開 』 （放送大学教育振興会、2001年）
- 『プラグマティズムの思想』（ちくま学芸文庫、2006年）

### 編集
- 世界の思想家『デューイ』 （平凡社、1978年）

### 翻訳
- バートランド・ラッセル『教育論』(バートランド・ラッセル著作集第7巻収録) （みすず書房、1959年）
- ジョン・デューイ『論理学:探究の理論』
  - 上山春平編 世界の名著 『パース;ジェイムズ;デューイ』（中央公論社、1968年 中公バックス、1980年）に収録
- ジョージ・ハーバート・ミード『西洋近代思想史:十九世紀の思想のうごき』 小柳正弘共訳 （講談社、1994年）

## Web上の関連テキスト
- バートランド・ラッセル(著),魚津郁夫(訳)『教育論』訳者あとがき